# Lądowisko Limanowa-Szpital
Lądowisko Limanowa-Szpital – lądowisko sanitarne w Limanowej, w województwie małopolskim, położone przy ul. Józefa Piłsudskiego 61. Przeznaczone jest do wykonywania startów i lądowań śmigłowców sanitarnych i ratowniczych w dzień i w nocy o dopuszczalnej masie startowej do 5700 kg.
Zarządzającym lądowiskiem jest Szpital Powiatowy w Limanowej. W roku 2013 zostało wpisane do ewidencji lądowisk Urzędu Lotnictwa Cywilnego pod numerem 247